# Madrid, Alabama
Madrid [ˈmædrɪd] är en kommun (town) i Houston County i Alabama. Orten har fått namn efter Madrid i Spanien. Madrid grundades 1905 av J.B. Dell. Vid 2010 års folkräkning hade Madrid 350 invånare.